# Ťia-i
Ťia-i (znaky 嘉義市, tongyong pinyin Jiayì shìh, tchajwansky Ka-gī-chhī) je město na úrovni okresu na Tchaj-wanu. Jeho sousedem je okres Ťia-i.
Město je výchozím bodem lesní úzkorozchodné železnice Alishan Forrest Railway, která ho spojuje s Národní scénickou oblastí Ališan. Tato železniční síť, vybudovaná v roce 1912, je dlouhá celkem 71 km a nejvýše položená stanice Čchu-šan se nachází v nadmořské výšce 2451 m n. m.

## Městské části
Administrativně se město dělí na dvě městské části (區 čchü):
| Mapa | Název   | Název    | Znaky | Tchajwansky | Hakka   | Počet obyvatel (2016) | Rozloha (km²) |
| ---- | ------- | -------- | ----- | ----------- | ------- | --------------------- | ------------- |
|      |         | Východní | 東區  | Tang        | Tûng    | 122 877               | 29,120        |
|      | Západní | 西區     | Se    | Sî          | 147 396 | 30,906                |               |

## Rodáci
- Čchen Čcheng-po – malíř (1895–1947)